# 勒度
勒度（1636年—1655年），滿洲愛新覺羅氏。和碩莊親王舒爾哈齊之孫、鄭獻親王濟爾哈朗第三子。多羅敏郡王（1651年－1655年）。
順治八年（1651年），攝政王多爾袞死後被清算時，朝廷封濟爾哈朗次子濟度為簡郡王、三子勒度為敏郡王。順治九年（1652年）十月，世祖命勒度與和碩鄭親王世子濟度，多羅信郡王多尼，多羅安郡王岳樂，貝勒尚善、杜爾祜、杜蘭為議政。
順治十二年（1655年），勒度逝世。朝廷予以諡號為「簡」。無子繼嗣而除去敏郡王爵位。